# ایوان لامبی
ایوان لامبی (انگلیسی: Ivan Lamby; ۲۹ اکتبر ۱۸۸۵ – ۱۵ ژانویهٔ ۱۹۷۰) قایقران، دندان‌پزشک، و قایقران قایق بادبانی اهل سوئد بود.